# Lomas de Banao
Pour les articles homonymes, voir Lomas (homonymie) et Banao.
La réserve écologique Lomas de Banao (littéralement « collines de Banao ») est une aire protégée de Cuba située près du consejo popular Banao, dans la municipalité de Sancti Spíritus, province de Sancti Spíritus.

## Présentation
Créée en 1988, elle s'étend sur 6 091 ha au cœur du massif de Guamuhaya (ou l'Escambray), sur trois municipalités : Trinidad, Sancti Spíritus et Fomento. Son point culminant est la Tetas de Juana à 842 m d'altitude.

## Faune et flore
Elle abrite 165 (selon Ruiz et al. 2019) ou plus de 260 (selon escambray.cu) espèces endémiques, dont plusieurs espèces menacées. Pour la faune, il s'agit notamment de la conure veuve (Myiopsitta monachus, en espagnol cotorra), de la conure de Cuba (Psittacara euops, en espagnol catey) et du jutía, et pour la flore, du magnolia ou de Satorella banoensis, qu'on ne trouve nulle part ailleurs. Las Tetas de Juana (843 m) est le site le mieux conservé de la réserve et abrite à lui seul 55 espèces endémiques.

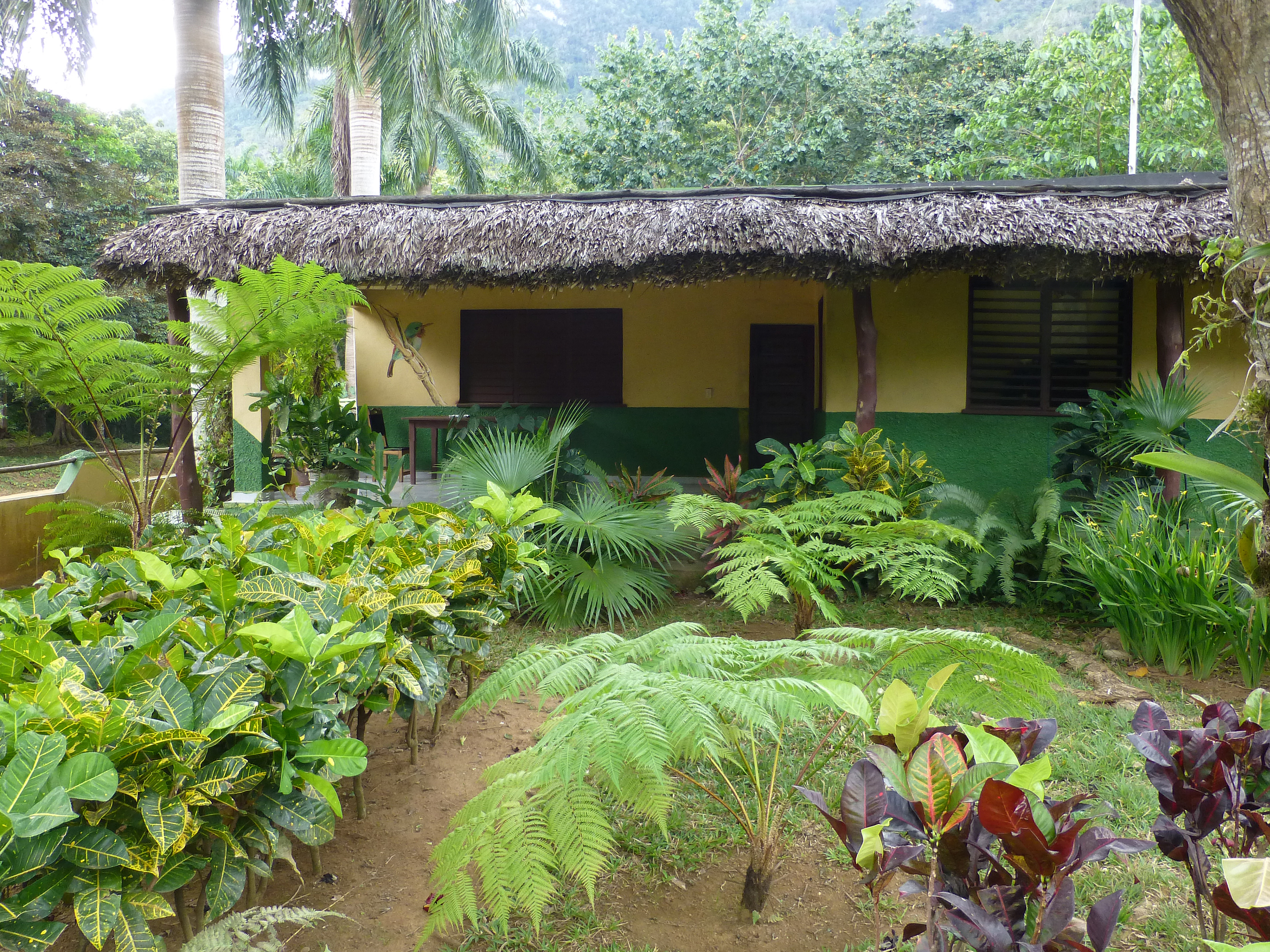
Jardin
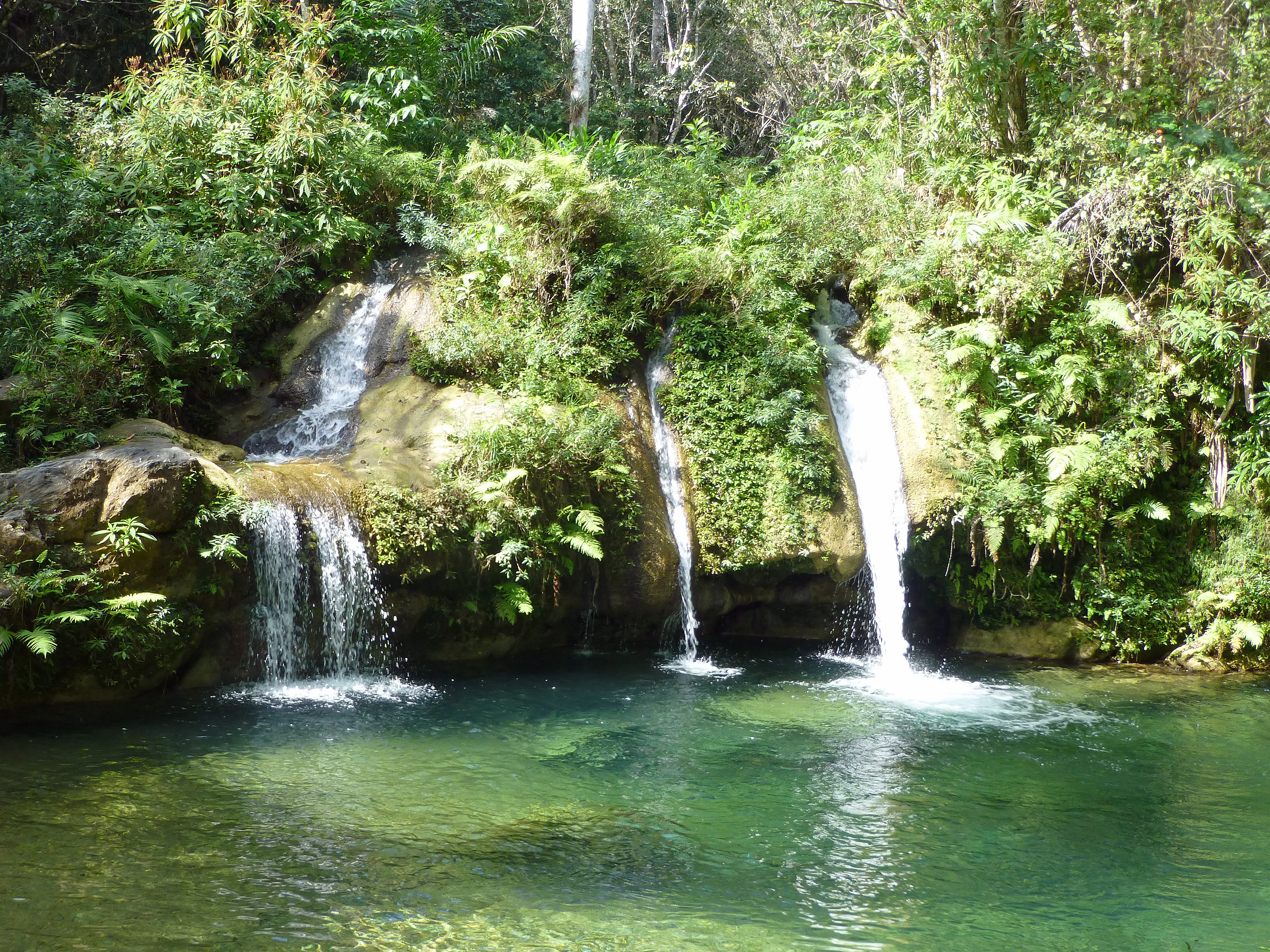
Cascade de Bella
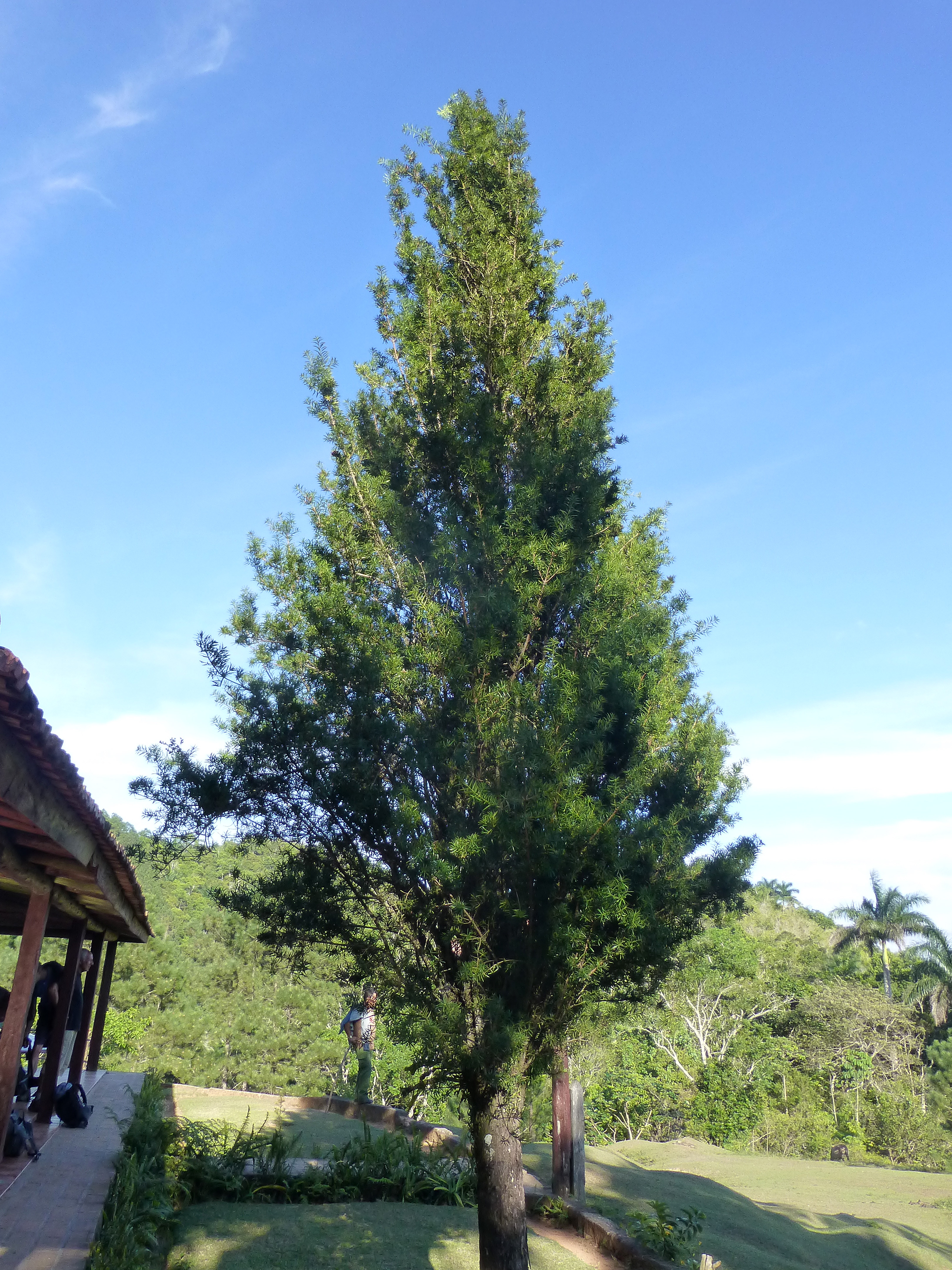
Podocarpus angustifolius (en), espèce endémique
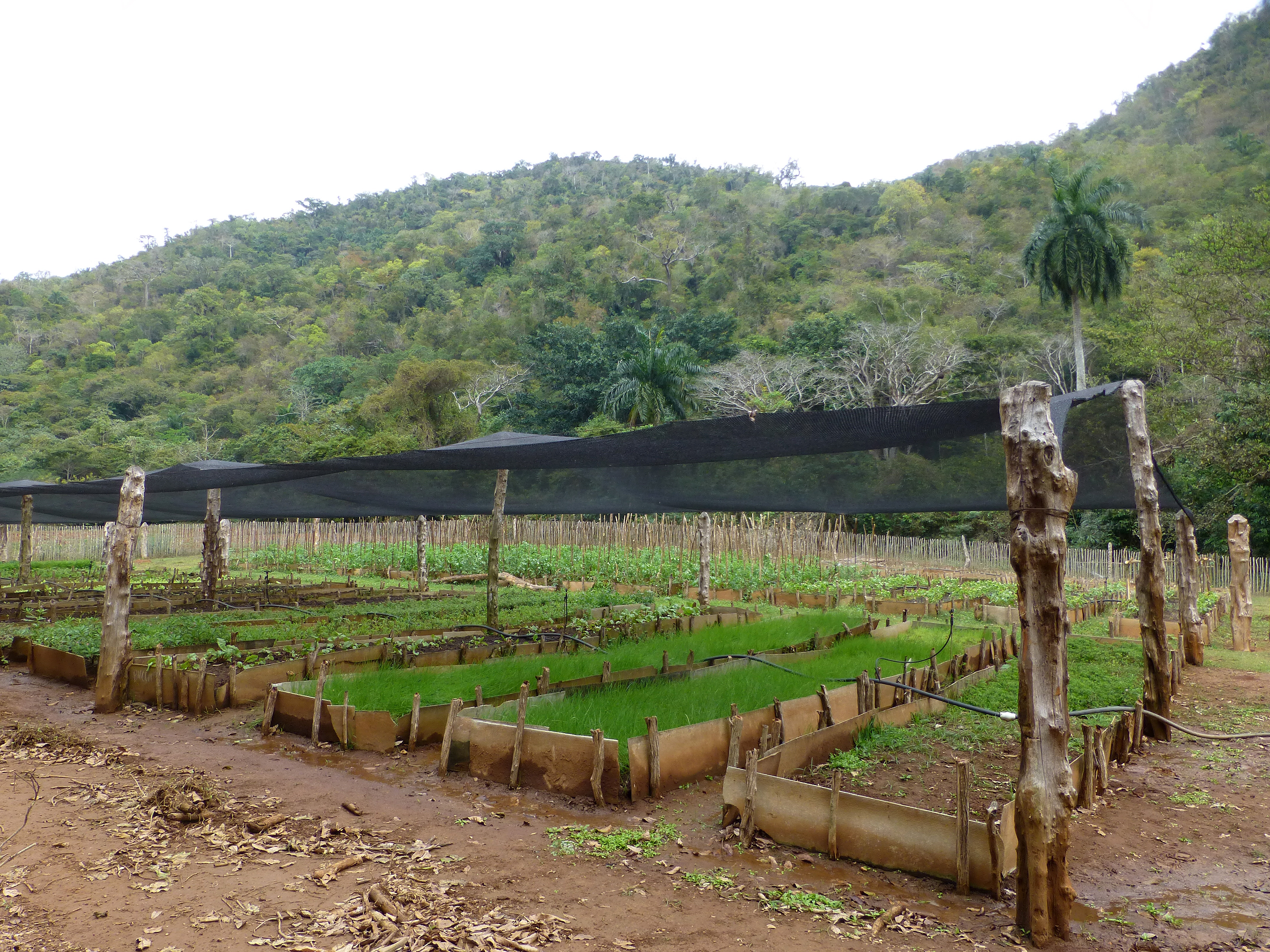
Cultures à la station biologique Jarico

## Distinctions
En 2010, Lomas de Banao a remporté le premier prix régional de l'Environnement.

### Filmographie
En avril 2012, la télévision cubaine a diffusé un film documentaire consacré à la réserve, dans le cadre de la série Hábitat.